# امیر خان امیراعلم
امیرخان امیر اعلم (۱۲۵۵–۱۳۴۰) پزشک، استاد دانشگاه و سیاستمدار ایرانی، پیشگام مایه‌کوبی در ایران و بنیان‌گذار جمعیت خیریه شیر و خورشید سرخ بود. از سمت‌های او می‌توان به: وزیر فوائد عامه (۱۳۳۸ ه‍.ق)، وزیر فرهنگ (۱۳۳۹ ه‍.ق)، وزیر بهداری (۱۳۲۷ ه‍.ش)، نماینده دوره چهارم و پنجم (از مشهد)، دوره هفتم (از درگز) و دوره هشتم و نهم (از شاهرود) در مجلس شورای ملی و سناتور انتصابی سه دوره اول مجلس سنا اشاره کرد.

امیراعلم در حال مداوای یکی از مجروحان پس از فتح تهران در انقلاب مشروطه

## زندگی
امیرخان امیراعلم در سال ۱۲۵۶ خورشیدی در تهران یا به قولی دیگر در ترابزون عثمانی به دنیا آمد. او فرزند علی‌اکبرخان قزوینی معتمدالوزاره بود و اصالتاً اهل قزوین بود و برادرش مظفر اعلم نیز از نظامیان و سیاست‌مداران ایران به‌شمار می‌رود. به علت این‌که پدرش کارپرداز ایران در بغداد و شامات بود تحصیلات مقدماتی خود را ابتدا در ایران و سپس در بیروت به اتمام رسانید. در زمان مظفرالدین‌شاه همراه دیگران جهت ادامه تحصیل در رشته طب به هزینه دولت عازم اروپا شد و در دانشکده پزشکی فرانسوی بیروت مشغول به تحصیل شده و در سال ۱۲۸۰ فارغ‌التحصیل گردید.
در اواخر سال ۱۹۰۰ میلادی به فرانسه عزیمت نموده و در مدرسه طبی نظامی لیون مشغول به تحصیل شد و چهار سال بعد مدرک خود را از این دانشگاه گرفت. او در کنفرانس بین‌المللی بهداشت در سال ۱۹۰۳ میلادی بوشهر را به‌عنوان بندر صحی رسمی ایران شناساند و به این علت موفق به دریافت نشان درجه اول علمی از دولت فرانسه گردید. همچنین از سوی ایران به وابستگی سفارت شاهنشاهی در پاریس درآمد و نشان درجه سوم شیر و خورشید دریافت نمود.
در ۱۹۰۴ توانست با درجهٔ سروانی به دانشکدهٔ نظامی والدوگراس در پاریس وارد شود و به مدت ۲ سال به تحصیل طب نظامی بپردازد. همچنین در همین سال به عنوان نمایندهٔ نظامی ایران در مراسم عروسی ولیعهد سابق آلمان شرکت کرد و نشان درجه سوم «تاج پروس» دریافت کرد.
در سال ۱۹۰۶ میلادی و کمی بعد از پیروزی انقلاب مشروطه به ایران بازگشت. او در تهران مطبی برپا کرد و به معالجهٔ رایگانِ بیماران بی‌بضاعت پرداخت. چندی بعد به در مدرسه طب دارالفنون به تدریس دروس طب مدرن از جمله تشریح پرداخت. همچنین وی به عضویت مجلس حفظ‌الصحهٔ دولتی نیز انتخاب گردید. گفته می‌شود که در همان زمان به عضویت لژ بیداری ایرانیان که یکی از لژهای فراماسونری ایران بود درآمد و تا مقام ناظم دومی پیش رفت. کمی بعد در دوره دوم مجلس شورای ملی از حوزه انتخابیه تهران به نمایندگی انتخاب شد و قانون طبابت را با مساعدت پزشکان دیگر از جمله شاهزاده لسان‌الحکما به تصویب رساند. دیگر اقدام مهم او در مجلس، طراحی و به تصویب رساندن قانونی برای مایه‌کوبی آبله بود که در ۱۷ آبان ۱۲۸۹ خورشیدی به تصویب مجلس رسید. کمیسیون بهداشت (حفظ الصحه) نیز برای نخستین بار با ابتکار او در مجلس تشکیل شد. اعضای نخستین کمیسیون علاوه بر او عبارت بودند از: شاهزاده لسان‌الحکما، علی‌خان اصفهانی، شاهزاده حیدر میرزا، اسماعیل مرزبان و حاج میرزا رضاخان.
وی در سال ۱۳۲۸ قمری با درجه سرتیپی به ریاست بهداری ارتش انتخاب شد و برای ارتش، بهداری مرتب و منظم طبق اصول جدید تأسیس نمود. امیراعلم در ۱۳۳۰ قمری تنظیم تشکیلات بهداری ژاندارمری تازه تأسیس را بر عهده گرفت و در این دوره «بیمارستان نظامی احمدیه» را به نام پادشاه وقت تأسیس نمود. او سپس در سال ۱۳۳۵ قمری بیمارستانی برای زنان و کودکان دایر ساخت. متعاقب همین به پاس زحماتی که در تأسیس بهداری ارتش متحمل شده بود به دریافت رتبه و حمایل نشان سرداری مفتخر گردید و نیز از طرف احمدشاه به سمت طبیب حضور همایونی و ریاست مجلس حفظ‌الصحه دولتی منصوب گردید. در سال ۱۲۹۶ ش به مشهد رفت و بیمارستان مخروبه حضرتی را با درآمد مطب شخصی خود ترمیم و تجهیز نمود. او در ۱۳۳۸ ق به عضویت شورای ملی فرهنگ درآمد و در همان سال به وزارت فواید عامه رسید. در دوره چهارم مجلس شورای ملی نماینده مردم مشهد بود و در اوائل مجلس به مدت یک ماه و نیم (۲۹ مرداد تا ۱۵ مهر ۱۳۰۰) نایب رئیس مجلس شد اما هیچ جلسه‌ای را اداره نکرد و از ۱۶ مهر ۱۳۰۰ به عنوان وزیر معارف (فرهنگ) به دولت قوام‌السلطنه پیوست و از مجلس رفت. او وزارت معارف را در حالی تحویل گرفت که این وزارتخانه پولی برای پرداخت حقوق معلمان نداشت و مدارس ماه‌ها تعطیل شد. مهم‌ترین اقدام او در دوران وزارتش طرح قانونی مستقل برای تشکیل شورای عالی معارف بود که در سال ۱۲۸۹ در مصوبات مجلس پیش‌بینی شده اما هیچگاه اجرا نشده بود. هدف از این شورا، تدوین برنامه مدارس و محتوای کتاب‌های درسی بود. پیش از این‌که طرح به تصویب مجلس برسد و شورا تشکیل شود، امیراعلم از وزارت معارف کنار رفت. امیراعلم در این دوره وزارتش اداره کل صحیه را که مدتی وزارتخانه شده بود، پس از انحلال این وزارتخانه به زیر نظر وزارت معارف برد.
پس از وزارت، امیراعلم تلاش خود را بر راه‌اندازی جمعیت شیر و خورشید سرخ ایران  متمرکز کرد و در سال ۱۳۰۲ پس از هفده ماه تلاش، این جمعیت را راه انداخت و خود نیابت ریاست آن را به عهده گرفت. این جمعیت کمک‌های شایانی به آسیب‌دیدگان نقاط مختلف کشور کرد. در دورهٔ پنجم مجلس شورای ملی بار دیگر از طرف حوزهٔ انتخابیه مشهد به نمایندگی برگزیده شد و در ضمن ریاست بهداری کل کشور را بر عهده گرفت. در سال ۱۳۰۴ شمسی به سمت طبیب مخصوص احمدشاه و پس از روی کار آمدن رضاشاه به عنوان طبیب مخصوص او نیز منصوب گردید.
امیراعلم در سال ۱۳۰۷ به نمایندگی از درگز بار دیگر به مجلس شورای ملی رفت. در سازمان نوین دانشکدهٔ پزشکی دانشگاه تهران در سال ۱۳۱۸ استادی کرسی کالبدشناسی و ریاست دستگاه ابن سینا به او واگذار شد. در سال ۱۳۲۱ به جای شارل ابرلین که در مسافرت بود از طرف شورای دانشکده، ریاست دانشکدهٔ پزشکی را بر عهده گرفت. ریاست تالار تشریح دانشکده پزشکی، کارمند پیوسته و رئیس کمیسیون پزشکی فرهنگستان و نایب رئیس فرهنگستان از دیگر سمت‌های او بود.
در سال ۱۳۲۶ دخترش هما اعلم با غلامرضا پهلوی  برادر شاه ازدواج کرد ولی چند سال بعد از او جدا شد.
وی در آبان ۱۳۲۷ به وزارت بهداری انتخاب شد ولی به علت کسالت ماه بعد کناره گرفت. در سال ۱۳۲۹ شمسی به درخواست خود بازنشسته شد و طبق رأی شورای دانشکده در زمره استادان افتخاری دانشکده درآمد. از اقدامات مهم او می‌توان قانون آبله‌کوبی عمومی و تأسیس و مجهز کردن چندین بیمارستان را نام برد. به همین منظور به پاس خدمات بهداشتی و فرهنگی که انجام داده بود و طبق نظر شورای دانشگاه طی مراسمی بیمارستان نسوان را که خود پایه‌گذار و مؤسس آنجا بودند به نام او «بیمارستان امیراعلم» نامگذاری کردند. وی همچنین در دوره‌های اول، دوم و سوم مجلس سنا، سناتور انتصابی از سوی شاه بود.
امیرخان امیراعلم در سال ۱۳۴۰ در ۸۴ سالگی در تهران درگذشت و در گورستان ابن بابویه به خاک سپرده شد.